# Salvia glutinosa
Espèce
Classification phylogénétique
Salvia glutinosa, la Sauge glutineuse, est une espèce de plantes à fleurs de la famille des Lamiaceae. C'est une plante herbacée vivace originaire d'Europe. 
Son épithète spécifique décrit le caractère poisseux et gluant de l'ensemble de la plante.

## Description

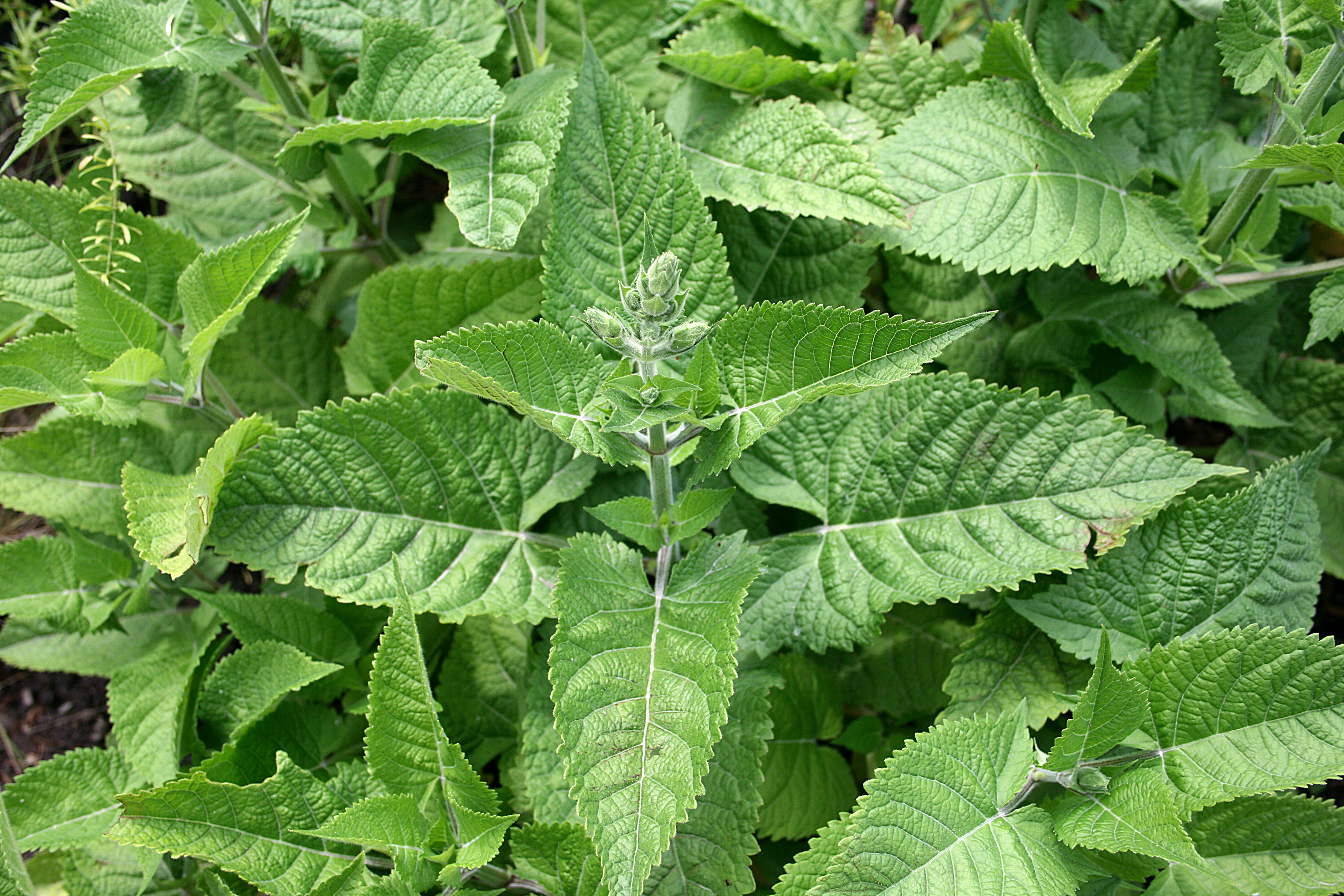
Feuilles de sauge glutineuse.

C'est une plante herbacée dressée. Les feuilles sont deltoïdes, caduques, dentées, pointues, tomenteuses et glanduleuses. Elles sont recouvertes de poils, ce qui les rend assez collantes au toucher. Le pétiole est long de 10 cm. Toute la plante est collante.
Sa floraison a lieu en été, l'inflorescence est ramifiée, elle porte de 2 à 6 fleurs bien espacées. Les fleurs sont soutenues par de minuscules bractées persistantes. Elles ont une couleur jaune pâle, sont striées de brun à l'intérieur. Elles ont une longueur comprise en 3 à 4 cm, ce qui reste assez grand pour une sauge. La hampe florale est également recouverte de poils glanduleux collants, qui piège parfois de petits insectes.
Son développement atteint environ un mètre de hauteur, son port ressemble à un petit buisson ramifié. Dès les premières gelées, le feuillage disparaît et la plante met en place des bourgeons dormants pour pouvoir hiverner. Les pousses repartent au printemps.

## Répartition et habitat
Salvia glutinosa est originaire de l'Europe de l'Est. On peut la rencontrer à l'état sauvage en France et en Suisse, mais elle y reste assez rare.
On la trouve dans les zones boisées à l'étage collinéen et en moyenne altitude, souvent à l'ombre, sur des sols calcaires.

## Plante ornementale
C'est une plante plutôt méconnue en France. Sa floraison est discrète et elle est surtout utilisée comme couvre-sol pour les endroits ombragés.

### Culture
Sa culture est aisée et elle est très rustique (-15°C). Elle s'accommode de substrats et expositions variés mais avec une préférence pour la mi-ombre et un sol calcaire frais et drainant. Dans un environnement favorable, elle se ressème et peut devenir un peu envahissante.

## Observations
Cette sauge a une cousine proche, Salvia nubicola (en), avec laquelle elle peut être confondue. Les deux espèces sont à peu près similaires, mais Salvia nubicola se différencie par des fleurs plus petites, à la lèvre supérieure ponctuée de pourpre. Ses feuilles sont également plus larges que celles de sa cousine. Salvia nubicola se rencontre dans les contreforts occidentaux de l'Himalaya, à des altitudes souvent baignées de brume.